# ドリーム小説
ドリーム小説（ドリームしょうせつ）とは、主にウェブ上で公開されている、特定の登場人物の名前を読者が自由に設定して読むことの出来る小説である。読者が閲覧前にクッキーやJavaScriptなどで名前を登録しておくことにより、小説内の特定の人物の名前が登録した名前に変換されて表示される。夢小説（ゆめしょうせつ）、ドリー夢（ドリーむ）、ドリ小（ドリしょう）、名前変換小説などと呼ばれることもある。2000年頃に生まれたとされる。

## 内容
漫画やゲームなどのキャラクターとの恋愛を取り扱った二次創作が多い。他にも、実在の芸能人やスポーツ選手、歴史上の人物（理想化されている）などが相手の場合や、作者のオリジナルキャラクターによる創作の場合もある。二次創作の場合でも、ドリーム小説において「主人公」と呼ぶ場合、原作の主人公ではなく（読者が感情移入すると想定される）名前変換対象のキャラクターのことを指す。読者は小説の主人公 （男性キャラクターを相手に恋愛する女性主人公が多いため、一般にヒロインと呼ばれる）に自分の名前や好きな名前を付けることにより、より感情移入して楽しむことが出来る。
多くのバリエーションが存在し、名前変換出来る対象が動物であるもの、主人公が男性であるもの、恋愛要素がないものなどもある。また、主人公の名前の他にあだ名や友人の名前なども追加的に設定出来るようにしているものもある。オリジナルの場合、恋愛対象のキャラクターの名前変換が可能であるものもあるが、二次創作では行われない。

## 歴史
このような小説分野は、かつてから存在していたが特に名前などは付けられていなかった。ドリーム小説と呼ばれるようになったのは、名前変換機能のある女性向けの小説が書かれるようになってからである。ゆえにドリーム小説という言い方をした場合、女性に向けた名前変換小説を指すことが多い。
ドリーム小説と呼ばれる名前変換小説が登場したのは、1997年に開設された『Harlem Beat』のファンサイトであるとされる（かつては『ホイッスル!』が最初であるとされていたが、本作が連載開始した1998年以前から名前変換機能がついたドリーム小説は存在している）。その後、該当サイトが『ホイッスル!』や『テニスの王子様』の小説を取り扱い始めたことに加え、ドリーム小説変換ツール「DreamMaker」の配布と共に急激に普及した。

## 用語
以下の用語は主にインターネット上で発展してきた用語であるため、呼称や用語自体の定義は書き手や読み手、原作となるジャンルなどによって様々である。そのため、用語に対しての詳細な意味合いやその用語が使われた作品の作風は、主に書き手によって異なる。
名前変換小説（なまえへんかんしょうせつ）
主人公が「読者」というより「作者が創作した主人公」である場合に呼ばれる。これは主人公の設定が非常に細かかったりすると、「名前変換ができるオリキャラ」という認識が出てくるためである。ただし何を基準に名前変換小説になるのかはっきりとしておらず、「作者が創作した主人公」である場合でもドリーム小説と呼ばれることは多い。
ネームレス
主人公の名前が登場しない、名前変換をしない夢小説のこと。後者の名前変換をしない夢小説について、それを夢小説とすることに抵抗を持つ読者の存在がある。
夢主（ゆめしゅ/ゆめぬし）
ドリーム小説の主人公のこと。「夢小説の主人公」の略。個性の強い作者のオリジナルキャラクターである場合が多い。別称として夢ヒロイン、ドリーム主がある。
男主人公（おとこしゅじんこう）
主人公が男性のもの。友情ものだったり、恋愛ものであったり、もしくは既存の女性キャラクターとの恋愛であったりする。相手が女性キャラの場合も少なくはない。女性主人公のヒロインに対し、ヒーロー、または男主とも呼ばれる。
男装（だんそう）
女性主人公（ヒロイン）が男装し、男性のように生活しているという設定。スポーツものなどに多い。
主人公傾向（しゅじんこうけいこう）
その主人公の設定を簡単に表したもの。同い年・年上・年下・幼馴染など、相手キャラクターとの関係性を表す時もあれば、大人しい・勝気などの性格を表す時もある。
固定主人公（こていしゅじんこう）
複数あるドリーム小説作品において一人の主人公で書くこと。上記の夢主と同様に作者のオリジナルキャラクターとして確立された人間である場合が高い。
夢絵（ゆめえ）
既存キャラクターと書き手のオリジナルキャラクター（主人公）とのイラスト。後述の夢漫画や夢主絵のような書き手の主人公のイラストを総称して呼ぶ場合もある。
夢漫画（ゆめまんが）
既存キャラクターと書き手のオリジナルキャラクター（主人公）との漫画。変換が可能なものから書き手のデフォルト名で描かれる場合もある。
夢主絵（ゆめしゅえ/ゆめぬしえ）
書き手のオリジナルキャラクター（主人公）のイラスト。主人公の顔が出るケースが非常に高く、設定が細かい場合が多い。
作品傾向（さくひんけいこう）
どんな作品かを一言で表すこと。甘々・ほのぼの・ギャグ・シリアス・ダークなど。
SS
"Short Story"の略。一般的に長編 > 中編 > 短編 > SSの順に話の内容が長い。短編よりも短く、詩よりも内容性がある作品のこと。短編=SS、としているサイトもある。
ネット同人の世界では"Side Story"や"Second Story"の略という解釈もあり、二次創作小説全般を指す場合もある。
SSS
"Short Short Story"の略。SSと近いが、長編 > 中編 > 短編（SS） > SSSの順になっているサイトもある。基本的には1ページ未満の小説がこう呼ばれることが多い。
BL
Boy's Love（ボーイズラブ）の略。やおい、801と同意語。男同士の恋愛のこと。基本的に「女性向同人サイト」とはドリームではなく、こちらを表すことが多い。
百合（ゆり）
ガールズラブ（Girl's Love）。女の子同士の恋愛のこと。ドリーム小説では稀。
擬人化（ぎじんか）
その名の通り、人間ではないものを人間として扱い、恋愛するドリーム小説のこと。ポケモンやドラえもんなどが代表的。
生モノ（なま - ）
音楽アーティストやアイドルグループ、俳優、お笑い芸人、スポーツ選手などの実在する有名な人物を扱った作品のこと。近年では声優やYouTuberを扱った作品もみられる。三次夢、三次元夢、nmmnとも。ドリーム小説の中でも特異な分野であるため、独自のルールが存在する。
半生（はんなま）
映画やテレビドラマ、特撮など実写の映像作品のキャラクターを扱った作品のこと。hnnmとも。怪獣や宇宙人など、人間ではないキャラクターも含まれる。
クロスオーバー
違う作品の世界やキャラクターを掛け合わせること。混合夢とも。
友情（ゆうじょう）
キャラクターと友達である設定の小説のこと。恋愛要素は皆無である場合が多い。友情夢とも。
パラレル
公式設定とは、かけ離れた世界設定のこと。
トリップ
パラレルの一種。主人公が次元を超えて、その漫画などの世界へ行くこと。大きく既知トリップと無知トリップに分かれる。なろう系の作品に多く見られる。
既知トリップ（きち - ）
主人公がトリップ先の世界についての知識がある状態（漫画として読んだことがある、など）でトリップすること。有知トリップとも。
無知トリップ（むち - ）
既知トリップに対して、こちらは主人公がトリップ先の世界についての知識がない状態でトリップすること。
逆トリップ（ぎゃく - ）
トリップの逆。その漫画などのキャラクターが現実世界に来ること。
若返りトリップ（わかがえ - ）
現実世界の主人公がトリップする際、その原作の年齢層に合わせて、もしくはそのドリーム小説作品の趣旨に沿って若返ること。
転生トリップ（てんせい - ）
現実世界の主人公が不慮の事故などによって死亡し、その漫画などに存在する家庭のもとに転生すること。キャラクターの兄弟・または幼馴染みなどの、キャラクターに近い立場に生まれることが多い。また転生であるため、現実世界の自分（前世）の記憶を持っているのが通例である。これにおいては、救済と呼ばれる行為をとることが多い。
成り代わり（な - か - ）
原作のキャラクターに、主人公が成り代わること。キャラクターの立場・役割などがすべて主人公が移された上で物語が進む。主に主人公、ヒロインが対象となる。成り代わり対象になった原作キャラが一切登場しない（存在しないことになる）設定である場合が多いため、読者の好き嫌いが激しい設定でもある。「入れ替わり」と呼ばれることもある。
逆ハーレム（ぎゃく - ）
女性主人公（ヒロイン）に対して恋愛感情を持った男性キャラクターが多数いる小説のこと。通称：逆ハー。
ギャグハー
ギャグチックなストーリーの進み方で逆ハーレム状態のことを表す。
学園パラレル（がくえん - ）
ファンタジー作品などのキャラクターが現実世界で学生をしている夢小説のこと。通称：学パラ。
学パロと誤って呼ばれる場合があるが、パロ（パロディ）とパラ（パラレル）は全く違う意味。
未来（みらい）
公式設定よりも、数年後の書き手の空想の未来世界。公式では中学生のキャラクターも大学生だったり、社会人だったり、結婚したりしている。未来設定とも。
裏（うら）
主に性的描写を含む小説のこと。18禁。隠しリンク、パスワード制、請求制などサイトによって様々。サイトによっては、表にそのまま放置している所もある。エロ・裏裏・激裏とも。
悲恋（ひれん）
主人公とキャラとの恋が実らずに終わる小説のこと。主人公が片思いで終わってしまう場合や、主人公や相手のキャラクターが死んでしまう場合もある。
死ネタ（し - ）
結末が主人公あるいは相手のキャラクターの「死」で完結する小説のこと。もしくは、双方のどちらかが死んでしまった後の話も死ネタと呼んだりする。
狂愛（きょうあい）
相手、もしくは主人公が精神的に病んだ行動をする小説のこと。ヤンデレ。陰惨、暗鬱なストーリー展開がなされ、破滅的な結末を迎えるものが多い。
嫌われ（きら - ）
主人公がキャラクターに嫌われている設定の小説のこと。大体はぶりっ子が主人公を陥れ、周りのキャラクターからいじめられる設定が多い。ただし、必ずしもキャラクターにいじめられるとは限らない。
弱り（よわ - ）
キャラクターが肉体的もしくは精神的にダメージを受けたり、病気になる等で主人公に弱音を吐いたり甘える内容の小説。あるいは普段は優しいキャラクターが、それらが原因で主人公にきつく当たったり冷たく接する等もある。
バトロワ
バトル・ロワイアルの略であり、そのパロディ夢小説のこと。「バト○○」「○○ロワ」と呼ばれる。
復讐（ふくしゅう）
嫌われものの派生。キャラクターにいじめられた嫌われ主人公の代わりに、嫌われ主人公の友人あるいは縁者が仇をとる小説のこと。嫌われている人ではなく復讐する人が主人公となる。
傍観（ぼうかん）
主人公が、キャラクターたちを傍観する小説のこと。最近は“自分の近くにいる逆ハー主人公と、それを取り巻く”キャラクターたちを傍観していることが多い。傍観主が（嫌われ展開ののちに）逆ハーレムになる場合もあれば、まったくキャラクターに関わらないモブキャラのような立ち位置の場合もある。そのため、傍観というジャンルの定義はなく、どの立ち位置でもって傍観とするかは個々の解釈にゆだねられる。

## ドリーマー / 夢女子
ドリーマーはドリーム小説（夢小説）の愛読者達の呼び名である。
一方、夢女子は夢小説に限らず、好きなキャラクターやアイドルとの恋愛などの夢を見る女性を指す。
類語には夢見乙女、夢女もある。

### 夢女子をテーマとした作品
- 人形劇
  - NHK Eテレ『ねほりんぱほりん』「夢女子」 2023年12月1日放送[4]